# Temporada 1975-76 de los Portland Trail Blazers
La temporada 1975-76 fue la sexta de los Portland Trail Blazers en la NBA. La temporada regular acabó con 37 victorias y 48 derrotas, ocupando el séptimo puesto de la conferencia Oeste, no logrando clasificarse para los playoffs.

## Elecciones en elDraft
| Ronda | Puesto | Jugador        | Posición | Nacionalidad   | Universidad                |
| ----- | ------ | -------------- | -------- | -------------- | -------------------------- |
| 1     | 6      | Lionel Hollins | Base     | Estados Unidos | Arizona State              |
| 2     | 25     | Bob Gross      | Alero    | Estados Unidos | Long Beach State           |
| 3     | 50     | Gus Gerard     | Alero    | Estados Unidos | Spirits of St. Louis (ABA) |
| 4     | 61     | Phil Hicks     | Alero    | Estados Unidos | Tulane                     |

## Temporada regular
| División Pacífico       | División Pacífico | División Pacífico | División Pacífico | División Pacífico | División Pacífico | División Pacífico | División Pacífico | División Pacífico |
| Equipo                  | G                 | P                 | %                 | PD                | Casa              | Fuera             | Div               |                   |
| ----------------------- | ----------------- | ----------------- | ----------------- | ----------------- | ----------------- | ----------------- | ----------------- | ----------------- |
| y-Golden State Warriors | 59                | 23                | .720              | –                 | 36–5              | 23–18             | 17–9              |                   |
| x-Seattle SuperSonics   | 43                | 39                | .524              | 16                | 31–10             | 12–29             | 12–14             |                   |
| x-Phoenix Suns          | 42                | 40                | .512              | 17                | 27–14             | 15–26             | 15–11             |                   |
| Los Angeles Lakers      | 40                | 42                | .488              | 19                | 31–11             | 9–31              | 10–16             |                   |
| Portland Trail Blazers  | 37                | 45                | .451              | 22                | 25–15             | 12–30             | 11–15             |                   |

## Estadísticas
| Rk | Jugador        | Edad | P  | PT | MP   | TC  | TCI  | %TC  | TL  | TLI | %TL   | RO  | RD   | RT   | AS  | RB  | TAP | BP | FP  | PTS  |
| -- | -------------- | ---- | -- | -- | ---- | --- | ---- | ---- | --- | --- | ----- | --- | ---- | ---- | --- | --- | --- | -- | --- | ---- |
| 1  | Sidney Wicks   | 26   | 79 |    | 38.5 | 7.3 | 15.2 | .483 | 4.4 | 6.5 | .674  | 3.1 | 5.9  | 9.0  | 3.1 | 1.0 | 0.7 |    | 3.2 | 19.1 |
| 2  | Geoff Petrie   | 27   | 72 |    | 35.5 | 7.5 | 16.3 | .461 | 3.8 | 4.6 | .829  | 0.5 | 1.8  | 2.3  | 4.6 | 1.1 | 0.1 |    | 2.7 | 18.9 |
| 3  | Lloyd Neal     | 25   | 68 |    | 34.1 | 6.4 | 13.3 | .481 | 2.7 | 3.9 | .694  | 2.1 | 6.5  | 8.6  | 1.7 | 0.8 | 1.6 |    | 3.7 | 15.5 |
| 4  | Bill Walton    | 23   | 51 |    | 33.1 | 6.8 | 14.4 | .471 | 2.6 | 4.5 | .583  | 2.6 | 10.8 | 13.4 | 4.3 | 1.0 | 1.6 |    | 2.8 | 16.1 |
| 5  | Larry Steele   | 26   | 81 |    | 29.4 | 4.0 | 8.0  | .495 | 1.9 | 2.5 | .759  | 1.0 | 2.7  | 3.6  | 4.0 | 2.1 | 0.2 |    | 3.6 | 9.9  |
| 6  | Lionel Hollins | 22   | 74 |    | 25.6 | 4.2 | 10.0 | .421 | 2.4 | 3.3 | .721  | 0.5 | 1.8  | 2.4  | 4.1 | 1.8 | 0.4 |    | 3.2 | 10.8 |
| 7  | John Johnson   | 28   | 9  |    | 23.6 | 4.6 | 9.8  | .466 | 2.6 | 3.0 | .852  | 1.4 | 3.0  | 4.4  | 2.2 | 0.8 | 0.9 |    | 3.4 | 11.7 |
| 8  | Steve Hawes    | 25   | 66 |    | 20.6 | 2.9 | 5.9  | .497 | 1.3 | 1.8 | .725  | 2.5 | 4.7  | 7.3  | 1.6 | 0.7 | 0.4 |    | 2.5 | 7.2  |
| 9  | Bob Gross      | 22   | 76 |    | 19.4 | 2.8 | 5.3  | .523 | 1.3 | 1.9 | .683  | 1.8 | 2.2  | 4.0  | 2.1 | 1.2 | 0.6 |    | 2.4 | 6.8  |
| 10 | LaRue Martin   | 25   | 63 |    | 14.1 | 1.7 | 4.8  | .361 | 0.9 | 1.2 | .740  | 1.1 | 3.9  | 4.9  | 1.1 | 0.1 | 0.4 |    | 2.0 | 4.4  |
| 11 | Steve Jones    | 33   | 64 |    | 12.8 | 2.6 | 5.9  | .442 | 1.2 | 1.5 | .830  | 0.2 | 1.0  | 1.2  | 1.0 | 0.3 | 0.1 |    | 1.5 | 6.5  |
| 12 | Dan Anderson   | 25   | 52 |    | 11.8 | 1.7 | 3.5  | .486 | 1.0 | 1.2 | .836  | 0.3 | 0.9  | 1.2  | 1.6 | 0.4 | 0.0 |    | 1.1 | 4.4  |
| 13 | Barry Clemens  | 32   | 49 |    | 9.0  | 1.4 | 2.9  | .490 | 0.6 | 0.7 | .886  | 0.6 | 0.9  | 1.4  | 0.7 | 0.6 | 0.1 |    | 1.2 | 3.5  |
| 14 | Greg Lee       | 24   | 5  |    | 7.0  | 0.4 | 0.8  | .500 | 0.4 | 0.4 | 1.000 | 0.0 | 0.4  | 0.4  | 2.2 | 0.4 | 0.0 |    | 1.2 | 1.2  |
| 15 | Greg Smith     | 29   | 1  |    | 3.0  | 0.0 | 1.0  | .000 | 0.0 | 0.0 |       | 0.0 | 0.0  | 0.0  | 0.0 | 0.0 | 0.0 |    | 2.0 | 0.0  |

## Galardones y récords
| Jugador        | Galardón                            |
| Lionel Hollins | Mejor quinteto de rookies de la NBA |